# Tre Kronor af Stockholm
«Tre Kronor af Stockholm» (известен как «Tre Kronor» — «Три короны») — шведский двухмачтовый парусник 2005 года постройки, бриг, является современной копией шведского брига «Gladan», существовавшего в 1857—1924 годах. Порт приписки Стокгольм, ходит под флагом Швеции.

## История и описание
Проект был начат еще в 1993 году благодаря пожертвованиям частных лиц и компаний объединившийся в Ассоциацию «Бригген Тре Кронор».
Заложен в 1997 году на верфи Шеппсхольмен, спущен на воду 27 августа 2005 года, крёстной матерью брига стала кронпринцесса Виктория.
Построен по чертежам брига «Gladan» 1857 года постройки: это было учебное судно, ставшее затем кораблем полярных исследователей, Адольф Эрик Норденшельд ходил на нём в экспедиции к Шпицбергену и Гренландии, бриг состоял на службе Королевских ВМС вплоть до гибели в 1924 году.
Корпус построен из дуба, сердцевины сосновых брёвен, мачты и вороны из сосны или лиственницы, а палуба сделана из сибирской лиственницы.
Длина брига по палубе — 35 метров, максимальная ширина — 8 метров 25 сантиметров. Водоизмещение 325 тонн.
Парусное вооружение общей площадью 735 кв. метров, что позволяет развивать скорость до 14 узлов, крейсерская скорость — 8 узлов.
Экипаж на борту варьируется от 8 до 13 человек, не считая курсантов, вместимость до 68 человек.
Название «Tre Kronor af Stockholm» — «Три короны Стокгольма» — так некогда называлась резиденция шведских королей — замок Три короны в Гамла Стане, историческом центре шведской столицы, со временем они стали символом Швеции.
После спуска на воду бриг достраивался, и в 2008 году по завершении строительства бриг совершил своё первое плавание по Балтийскому морю.
В 2009-м парусник занял третье место в крупнейшей гонке больших парусных судов «The Tall Ships Races» между городами Гдыня, Санкт-Петербург, Турку и Клайпеда. В дальнейшем регулярно принимал участие в этой регате.

## Алые Паруса
В 2010—2018 годах парусник  «Три короны» ежегодно принимал участие в празднике российских выпускников «Алые паруса» в Санкт-Петербурге, в ночь с 23 на 24 июня заходя в акваторию Невы и под алыми парусами проходил между Троицким и Дворцовым мостами, в роли воспетого в одноимённом произведении Александра Грина галиота «Секрет».
 Когда нас пригласили участвовать в празднике выпускников и мне впервые сказали, что паруса будут алыми, я подумал: «Что за черт?», но сейчас могу точно сказать, что не видел ничего более фантастического. Хотя обычно во время проводки я ничего не замечаю — все внимание на управление парусником и маневры, но потом, смотря шоу в записи, думаю «Какая же все-таки красота!»— капитан брига Аллан Палмер
Можно встретить утверждения, что это первый шведский корабль со времён Петра I, зашедший во внутренние воды Санкт-Петербурга. 